# حملات نوامبر ۲۰۲۴ آمستردام
در ۷ نوامبر ۲۰۲۴، پس از مسابقه فوتبال بین باشگاه فوتبال آژاکس و مکابی تل‌آویو، در جریان لیگ اروپا در شهر آمستردام، هواداران فوتبال اسرائیلی و هواداران مکابی توسط جمعیت مورد حمله قرار گرفتند که به عنوان خشونت گسترده و هماهنگ و برنامه‌ریزی مقدماتی توصیف شده است و حوادث متعددی در سراسر شهر روی داد.
مقامات اسرائیلی و هلندی این حمله را یهودستیزانه توصیف کردند. پلیس هلند اعلام کرد که مرتکبان «به‌طور فعال به دنبال هواداران اسرائیلی بودند تا به آنها حمله و تعرض کنند». پنج نفر بستری شدند، در حالی که ۲۰ تا ۳۰ نفر دیگر دچار جراحات جزئی شدند. سه پرواز نجات برای بازگشت ایمن اسرائیلی‌ها سازماندهی شد.
فراخوان‌هایی برای حملات از طریق گروه‌های رسانه‌های اجتماعی شب قبل به اشتراک گذاشته شد. هواداران مکابی تل آویو پیش از این فیلم‌برداری شده بودند که پرچم فلسطین را می‌سوزاندند، شعارهای ضد عربی می‌دادند و لحظه سکوت برای قربانیان سیل‌های اسپانیا در سال ۲۰۲۴ را رعایت نمی‌کردند.
برخی رسانه‌ها این حادثه را به عنوان یک پوگروم بزرگ‌مقیاس که یهودیان را هدف قرار داده بود توصیف کردند، به دلیل ماهیت هماهنگ حمله و انتخاب جمعیت‌های یهودی و اسرائیلی به عنوان اهداف.

## پس‌زمینه
جنگ اسرائیل و حماس در ۷ اکتبر ۲۰۲۳ پس از حمله حماس به اسرائیل در همان روز آغاز شد که منجر به کشته شدن ۱٬۱۳۹ نفر و گروگان‌گیری ۲۵۱ نفر دیگر به نوار غزه شد. به دنبال حمله حماس اسرائیل در همان روز بمباران نوار غزه را آغاز کرد و تا نوامبر ۲۰۲۴، بیش از ۴۰٬۰۰۰ فلسطینی را کشته بود. در طول جنگ، افزایش قابل توجهی در حوادث یهودی‌ستیزی در سراسر جهان، از جمله در هلند، مشاهده شده است.
چند ماه قبل از حملات، آژانس حقوق بنیادین اتحادیه اروپا گزارش داد که حملات یهودی‌ستیزانه در سراسر اروپا افزایش یافته است که بخشی از آن به جنگ جاری نسبت داده می‌شود. مسائل امنیتی در میزبانی بازی‌ها برای تیم‌های اسرائیلی مهمان چالش‌برانگیز بوده است و فدراسیون فوتبال بلژیک از برگزاری یک بازی لیگ ملی مردان در سپتامبر ۲۰۲۴ خودداری کرد و بازی مقابل اسرائیل بدون حضور تماشاگران در استادیومی در مجارستان برگزار شد.

## رویدادها

### پیش‌درآمد
مسابقه بین آژاکس و مکابی تل‌آویو یک مسابقه مرحله گروهی لیگ اروپا بود که در ورزشگاه یوهان کرایف برگزار شد.
پیش از بازی، شهردار آمستردام، فمکه هالسما، تظاهرات طرفدار فلسطین را در نزدیکی ورزشگاه به دلیل نگرانی از احتمال خشونت ممنوع کرد. هالسما درخواست ارزیابی تهدید اضافی از هماهنگ‌کننده ملی مبارزه با تروریسم و امنیت (NCTV) کرد و به افزایش تنش‌ها به دلیل جنگ جاری اسرائیل و حماس و بزرگداشت قریب‌الوقوع شب کریستال اشاره کرد. با این حال، سازمان‌های غیردولتی که آن بزرگداشت را سازماندهی کرده بودند، آن را به دلیل نگرش شهرداری که به گفته آنها «مسئولیت ترور نژادپرستانه هولیگان‌ها و فرش قرمزی که برای آنها پهن کرده بود را نپذیرفت» لغو کردند.
عوامل موساد به تیم پیوستند تا «حداکثر حفاظت» را فراهم کنند، و پلیس آمستردام حضور خود را در مرکز شهر شب قبل از مسابقه افزایش داد. موساد همچنین پیش از مسابقه از تهدید احتمالی علیه اسرائیلی‌ها و یهودیان در هلند هشدار داد و هشداری به نیروهای امنیتی ارسال کرد. مقامات محلی نگرانی‌هایی دربارهٔ احتمال درگیری در مناطق مختلف را ذکر کردند. موساد همچنین پیش از این رویداد از دزدیده شدن گذرنامه یک سرباز سابق اسرائیلی و انتشار جزئیات او در شبکه‌های اجتماعی هشدار داد.
وزارت امور یهودیان خارج از اسرائیل پیش از وقوع ناآرامی‌ها، به مقامات هلند هشدار داد که علی‌رغم ممنوعیت مقامات، قرار است تظاهرات خشونت‌آمیز طرفدار فلسطین علیه هواداران مکابی تل‌آویو برگزار شود.

### حمله به یهودیان بعد از بازی
با وجود هشدارهای مقامات اسرائیلی، نیروهای امنیتی هلند به درستی برای محافظت از هواداران اسرائیلی آماده نشدند و آنها را در معرض خشونت عناصر یهودی‌ستیز طرفدار فلسطین رها کردند.
به گفته پلیس هلند، هواداران مکابی تل‌آویو پس از مسابقه در نقاط مختلف شهر مورد کمین و حمله قرار گرفتند. هالسما، شهردار آمستردام، گفت که این حملات شامل حملات ضربتی توسط «پسران موتورسوار» بود که هنگام مواجهه با پلیس از صحنه فرار می‌کردند. طبق گزارش جروزالم پست، این حملات شامل چندین مورد تهاجم بود و فیلم‌ها نشان می‌دهد که هواداران مورد ضرب و شتم قرار گرفته و با چاقو تعقیب شده‌اند. شاهدان عینی از تلاش برای چاقو زدن، پرتاب افراد به رودخانه و ضرب و شتم و تف انداختن مهاجمان به اسرائیلی‌ها خبر دادند.
مهاجمان حمله خود به یهودیان را ضبط کرده و ویدئوها را در شبکه‌های اجتماعی پخش کردند. فیلم‌ها نشان می‌دهد مردی که ظاهراً در خیابان بیهوش شده بود، در حالی که دراز کشیده بود مکرراً مورد لگدمال قرار گرفت. فیلم‌های دیگر نشان می‌دهد گروهی از مردان که به نظر ترسیده می‌رسیدند در مرکز شهر تعقیب می‌شدند و در حالی که توسط فردی خارج از کادر مورد ضرب و شتم قرار می‌گرفتند، صدای فریاد شنیده می‌شد؛ مردی که روی زمین بود مکرراً فریاد می‌زد: «من یهودی نیستم!». گزارش معاریو همچنین حاکی از حداقل یک مورد تلاش برای ربودن یک اسرائیلی بود و بسیاری از هواداران با محصور کردن خود در مغازه‌ها و ساختمان‌ها به دنبال پناهگاه بودند.
پس از گزارش‌های متعدد که نشان می‌داد هواداران یهودی فوتبال راهی برای فرار به مکان امن نداشتند، پلیس هلند نقش رانندگان تاکسی آمستردام در این حمله یهودی‌ستیزانه بررسی کرد. طبق این گزارش‌ها، رانندگان از برنامه‌های تاکسی‌یاب برای ردیابی و شناسایی قربانیان استفاده می‌کردند. مقامات با شرکت‌های اوبر و بولت تماس گرفته‌اند تا از دسترسی رانندگان به این برنامه‌ها که می‌توانند شماره‌های تلفن اسرائیلی را شناسایی کنند، جلوگیری شود.
در جریان این حملات ده اسرائیلی زخمی شدند و سه نفر به‌طور موقت مفقود شدند که وزارت امور خارجه اسرائیل بعداً گزارش داد همه افراد پیدا شده‌اند.

## پیامدها
پنج نفری که در بیمارستان بستری شده بودند در نهایت مرخص شدند، در حالی که حدود ۲۰ تا ۳۰ نفر دیگر جراحات جزئی داشتند. ال عال، شرکت هواپیمایی ملی اسرائیل، هشت پرواز نجات رایگان از آمستردام به تل‌آویو انجام داد و ۲٬۰۰۰ اسرائیلی را منتقل کرد. این شرکت هواپیمایی بر اساس اصل یهودی «پیکوآخ نفش» (نجات جان) از خاخام‌های ارشد اسرائیل اجازه پرواز در روز شبات، روز تعطیلی هفتگی یهودیان را دریافت کرد.
در مجموع ۷۱ نفر در ارتباط با این مسابقه فوتبال دستگیر شدند. قبل و در طول مسابقه، پلیس ۶۲ نفر از جمله سه نفر را به دلیل خشونت عمومی دستگیر کرد. در شب ۷ نوامبر پس از مسابقه دستگیری انجام نشد، اما پلیس اعلام کرد به دنبال مظنونان خواهد بود. تا ۱۱ نوامبر، نه مظنون دستگیر شده‌اند. در پی حوادث خشونت‌آمیز علیه اسرائیلی‌ها، مقامات آمستردام برگزاری هرگونه تظاهرات را به مدت سه روز ممنوع کردند.

### پیامدهای بازی‌های اضافی تیم‌های اسرائیلی
در آستانه مسابقه لیگ ملت‌های یوفا در ۱۴ نوامبر بین فرانسه و اسرائیل در ورزشگاه استاد دو فرانس نزدیک پاریس، مقامات فرانسوی بیش از ۴٬۰۰۰ نیروی پلیس را در سراسر شهر بسیج کردند و یگان رَید (RAID) اسکورت تیم اسرائیل را بر عهده داشت.
با وجود این، برخی از مقامات اسرائیلی از هواداران خواستند برای حفظ امنیت خود در این مسابقه حضور نیابند. روز یکشنبه، ۱۰ نوامبر، ستاد امنیت ملی اسرائیل هشدار سفری برای گردشگران در اروپا صادر کرد مبنی بر اینکه سازمان‌های طرفدار فلسطین قصد دارند از تجمعات پیرامون مسابقات ورزشی و رویدادهای فرهنگی برای حمله به یهودیان استفاده کنند.

## واکنش‌ها به حملات

### مقامات هلندی
این حملات توسط مقامات هلند محکوم و به عنوان اقدامات یهودی‌ستیزانه توصیف شد. برخی از نویسندگان اسرائیلی و هلندی نیز این حادثه را یک پوگروم (حمله سازمان‌یافته به یهودیان) توصیف کردند. چندین حزب در مجلس نمایندگان خواستار برگزاری مناظره فوری شدند.
دیک اسخوف، نخست‌وزیر هلند، گفت از «حملات یهودی‌ستیزانه» علیه اسرائیلی‌ها «وحشت‌زده» شده و کشورش در حمایت از جامعه یهودی «شکست خورده» است. او گفت مهاجمان پیدا و محاکمه خواهند شدو برای نظارت بر واکنش به این ناآرامی‌ها، حضور خود در کنفرانس تغییر اقلیم سازمان ملل متحد ۲۰۲۴ در آذربایجان را لغو کرد. اسخوف همچنین مقایسه بین اقدامات هواداران اسرائیلی و «شکار یهودیان» که پس از آن رخ داد را مورد انتقاد قرار داد. او گفت اقدامات هواداران اسرائیلی نیز مورد بررسی قرار خواهد گرفت، اما افزود: «هیچ چیز، مطلقاً هیچ چیز نمی‌تواند بهانه‌ای برای جستجو و شکار عمدی یهودیان باشد.»
دیوید فان ویل، وزیر دادگستری گفت عاملان این حملات پاسخگو خواهند بود و افزود: «ما باید از خودمان شرمنده باشیم.» دیلان یشیلگوز، رهبر حزب VVD (حزب مردم برای آزادی و دموکراسی) تصاویر را «باورنکردنی و بیمارگونه» و حملات را «نفرت خالص از یهودیان» توصیف کرد.
ویلم-آلکساندر، پادشاه هلند، «وحشت و شوک عمیق» خود را از این حملات ابراز کرد و افزود: «ما در جنگ جهانی دوم در حمایت از جامعه یهودی هلند شکست خوردیم، و دیشب بار دیگر شکست خوردیم.»
فمکه هالسما، شهردار آمستردام، مهاجمان را «گروه‌های ضربت یهودی‌ستیز» توصیف کرد. او گفت این حادثه «لحظه‌ای بسیار تاریک برای شهر» بود و او را به یاد پوگروم‌ها (حملات سازمان‌یافته) علیه یهودیان در اروپا انداخت.

### مقامات اسرائیلی
بنیامین نتانیاهو، نخست‌وزیر اسرائیل، در تماس تلفنی با شوف، نخست‌وزیر هلند، بر جدی بودن این حملات تأکید کرد و خواستار افزایش تدابیر امنیتی برای اسرائیلی‌ها و یهودیان هلند شد. او همچنین این حملات را با شب بلورین (کریستال) (شب شیشه‌های شکسته) مقایسه کرد و یادآور شد که این حملات در هشتاد و ششمین سالگرد آن واقعه رخ داده است.
مرکز ید وشم (موزه یادبود هولوکاست) نیز با اشاره به این سالگرد، اعلام کرد که این رویدادها نشان‌دهنده «احیای نگران‌کننده یهودی‌ستیزی» است.